# Хондзё, Тасуку
Тасуку Хондзё (яп. 本庶 佑, Honjo Tasuku; род. 27 января 1942, Киото, Япония) — японский учёный-иммунолог, автор трудов по молекулярной идентификации цитокинов (интерлейкин 4, интерлейкин 5) и белка PD1. Лауреат Нобелевской премии по физиологии и медицине 2018 года за «открытие терапии онкологических заболеваний путем ингибирования негативной иммунной регуляции» — совместно с Джеймсом Эллисоном.
Член Японской академии наук, Леопольдины, Национальной академии наук США (2001; Foreign Associate).
В 1966 году окончил медицинский факультет Киотского университета, в 1975 году получил степень доктора философии.
Во время пандемии COVID-19 в Интернете на многих языках широко распространялось ложное утверждение о том, что Хондзё считает, что новый коронавирус был «создан» в лаборатории в китайском городе Ухань. Команда BBC Reality Check сообщила, что «в заявлении, опубликованном на веб-сайте Киотского университета, он сказал, что «очень опечален» тем, что его имя использовалось для распространения «ложных обвинений и дезинформации».

## Награды и отличия
- 1981 — Премия Асахи
- 1984 — Осакская научная премия[яп.]
- 1988 — Медицинская премия Takeda[яп.]
- 1993 — Премия Уэхара[яп.]
- 1996 — Императорская премия Японской академии наук
- 1996 — Премия Японской академии наук
- 2012 — Премия Роберта Коха
- 2013 — Орден Культуры
- 2014 — Премия Тан, «For the discoveries of CTLA-4 and PD-1 as immune inhibitory molecules that led to their applications in cancer immunotherapy»
- 2014 — Премия Вильяма Коли
- 2016 — Премия Киото
- 2016 — Премия Кэйо[англ.]
- 2016 — Thomson Reuters Citation Laureate по физиологии и медицине
- 2018 — Нобелевская премия по физиологии или медицине